# Danica Bedeković
Danica Bedeković rođ. Rus, (Varaždinske Toplice 7. lipnja 1872. − Zagreb 25. ožujka 1955.), hrvatska prosvjetna djelatnica, katolička kulturna djelatnica i novinarka. Istaknuta pripadnica Hrvatskog katoličkog pokreta. Članica ženske sekcije Hrvatskog katoličkog seniorata i HKAD Domagoja. Po struci je bila učiteljica. 
Obnašala je dužnost tajnice Hrvatske katoličke ženske sveze. Predsjedavala je zagrebačkim ogrankom Jugoslavenskog ženskog saveza. Osnovala je prvo esperantsko društvo u Hrvatskoj.

## Životopis
Danica Bedeković rođena je u Varaždinskim Toplicama 7. lipnja 1872. Nakon završene Učiteljske škole u Zagrebu i ispita za građanske škole iz matematičko-tehničkih predmeta bila je učiteljica u selu Remetama, u Senju, te u Zagrebu od 1890. do 1903., kada se udala za Vladimira pl. Bedekovića Pobjeničkoga. Do 1919. samo su neudane žene mogle raditi kao učiteljice, pa se tako razvio stereotip "gospođice učiteljice (njem. "Fräulein Lehrerin"), zbog čega se Danica Bedeković povlači iz prosvjete. Od 1905. počinje se baviti eperantom te je s Mavrom Špicerom osnovala i kao potpredsjednica vodila od 1909. prvo esperantsko društvo u Hrvatskoj "Društvo hrvatskih esperantista". Kao vrlo aktivna članica Društva, priredila je i prve priručnike "Esperanto-hrvatski rječnik" i "Gramatika Esperanta". Pokrenula je esperantski časopis "Kroata esperantisto" koji je pod njezinim uredništvom izlazio do 1911. Vodila je i tečajeve esperanta. Zajedno s I. Stalzerom prevela je na esperanto "Agovanje" i "Noćnik" iz Mažuranićeva spjeva Smrt Smail-age Čengića (Kroata esperantisto, 1910., 1, 2). Bila je tajnica Hrvatske katoličke ženske sveze (1919.) i surađivala je u njezinu glasilu "Ženska misao" (1919.). Novinske članke, pretežno o ženskom pokretu, objavila je u listovima: "Luč" (1924./1925.), "Jutarnji list" (1925.), "Narodne novine" (1931.), "Narodna zaštita" (1932.), "Glasnik Jugoslovenskog ženskog saveza" (1938.). Od 1921. bila je tajnica, a 1938. – 1941. predsjednica zagrebačke sekcije Jugoslavenskoga ženskog saveza. Bila je također glavna tajnica ženskog prosvjetnog katoličkog društva "Katarina Zrinjska", prvog hrvatskog društva žena koje su uzor vidjele u Katarini Zrinskoj, osnovanoga u Karlovcu 1919. Zanimljivo je da je prvo katarinsko društvo osnovano 1917. u SAD-u pod nazivom "Kćeri Katarine Zrinjske". Svrha je društva uz ostalo, bila podupirati religiozni odgoj mladeži i iskorjenjivati nepismenost. Sa Zorom Vasić bila je voditeljica "Društva katoličkih učenica Iskra" osnovanog 1928. u Zagrebu. U svome domu, posebno u udovištvu, okupljala je domagojske i domagojce studente i seniore. Aktivno je sudjelovala u nizu domagojskih akcija i pothvata, pa tako i u organizaciji Euharstijskog kongresa 1923. u Zagrebu. Njezinom je zaslugom u Zagrebu osnovan katolički studentski konvikt za domagojke. Umrla je 25. ožujka 1955. u Zagrebu.

## Djela
- Esperanto-hrvatski rječnik, Zagreb 1909.
- Gramatika esperanta, Zagreb 1909.
- Hrvatsko-esperantski rječnik, Zagreb 1921.; Zemun 1925. (brajevim pismom)[5]